# Tetragona essequiboensis
Tetragona essequiboensis är en biart som först beskrevs av Schwarz 1940.  Tetragona essequiboensis ingår i släktet Tetragona och familjen långtungebin. Inga underarter finns listade i Catalogue of Life.